# Graecia capta ferum victorem cepit et artes intulit agresti Latio
Graecia capta ferum victorem cepit et artes intulit agresti Latio лат. (изговор: греција капта ферум викторем цепит ет артес интулит агрести лацио). Освојена Грчка освојила је дивљег побједника и унијела умјетности у сирови Лациј. (Хорације)

## Поријекло изреке
Изрека је настала у времену када су  Римљани побиједили Грке и освојили је.

## Смисао изреке
Освојена Грчка освојила је  дивљег побједника јер је  унијела умјетности у сирови и дивљи Лациј. (Хорације). Смисао је у томе да је освојена Грчка својом културом толико освојила Рим да су побеђени, заправо постали побједници.

## Примјена данас
Употребљава се када се хоће нагласити да је проглашени ратни побједника сумњив, а проглашење деликатно, јер побјеђени својом културом, у ствари, окупира побједника.